# Chefe de Aldeia
Der Chefe de Aldeia (portugiesisch; tetum xefi aldeia; deutsch Aldeia-Chef, vereinfacht „Dorfchef“) ist in Osttimor das gewählte Oberhaupt einer Aldeia, der kleinsten Verwaltungseinheit des Landes. Eine Aldeia kann aus einem Dorf, aus mehreren Siedlungen oder auch einem Ortsteil bestehen.

## Wahl
Die wahlberechtigten Einwohner der Aldeia bestimmen den Chefe de Aldeia im Rahmen der Kommunalwahlen, die alle sieben Jahre stattfinden. Die Wahl findet frei und geheim in der Versammlung der Aldeia (Assembleias de Aldeia) statt, an der alle Einwohner der Aldeia teilnehmen können, die mindestens 16 Jahre alt sind. Ein Amtsinhaber darf nur einmal zu einer Wiederwahl antreten.
Das Mindestalter für Kandidaten liegt bei 17 Jahren. Sie müssen Mitglieder der Aldeia sein und ihren Wohnsitz im Suco haben, zu dem die Aldeia gehört. Um antreten zu können, müssen die Kandidaten die Unterstützung von einem Prozent der Wahlberechtigten nachweisen. Gesetzlich ist eigentlich vorgeschrieben, dass es bei jeder Wahl mindestens eine weibliche Kandidatin geben muss. Allerdings konnte das in der Vergangenheit mangels Bewerberinnen nicht überall umgesetzt werden. Gibt es keine weibliche Kandidatin, so gibt der Wahlvorstand der Dorfversammlung nach Anhörung der Frauenorganisationen die Gründe dafür an und bestimmt, dass das Wahlverfahren fortgesetzt wird.
Die Versammlung bestimmt auch mögliche Vertreter des Chefe de Aldeia.Verliert der Chefe de Aldeia vorzeitig sein Amt, ruft der älteste Bewohner der Aldeia zu einer außerordentlichen Versammlung ein, die einen neuen Chefe de Aldeia für den Rest der Legislaturperiode bestimmt.

## Aufgaben
Der Chefe de Aldeia ist das exekutive Organ der Aldeia und steht der Versammlung der Aldeia vor.
Außerdem ist er durch sein Amt Mitglied des Suco-Rates (Conselho de Suco), dem Gremium der nächsthöheren Verwaltungsebene und laut dem Gesetz über die Sucos auch ein Organ dieser Verwaltungsebene.
Des Weiteren sind die Aufgaben eines Chefe de Aldeia:
- Förderung der Einhaltung der Rechtsvorschriften durch die Mitglieder der Aldeia, des Friedens und der sozialen Stabilität;
- Einberufung und Leitung der Sitzungen der Versammlung der Aldeia;
- Bekanntgabe von Gesetzen, Verordnungen, öffentlichen Maßnahmen und Programmen des Staates und der Gemeinden, die für die Mitglieder der Aldeia von Interesse sind;
- Durchführung der Beratungen des Suco-Rates auf Aldeia-Ebene, unter der Leitung des Chefe de Suco;
- Bereitstellung von Informationen und Dokumenten für den Chefe de Suco, die von ihm angefordert werden;
- Unterstützung bei der Schaffung grundlegender Strukturen zur Beilegung kleinerer Konflikte oder Streitigkeiten zwischen Mitgliedern der Aldeia;
- Unterstützung bei der Umsetzung von Strategien und Aktivitäten zur Förderung der Gleichstellung der Geschlechter sowie zur Verhinderung und Beseitigung von Fällen häuslicher Gewalt unter den Bewohnern der Aldeia;
- Unterstützung bei der Schaffung von Mechanismen zum Schutz der Opfer häuslicher Gewalt;
- Identifizierung von Situationen extremer Armut und sozialer Ausgrenzung, von denen Mitglieder der Aldeia betroffen sind, und Unterrichtung des Chefe de Suco über diese Situationen;
- Identifizierung von Situationen, in denen Minderjährige gefährdet sind und Information des Chefe de Suco über diese Situation;
- Unter der Leitung des Chefe de Suco Förderung einer gesünderen Lebensweise unter den Mitgliedern der Aldeia und Sensibilisierung für die Notwendigkeit der Prävention von Krankheitspräventationen gegenüber Cholera, Meningitis, Durchfall, Malaria, AIDS, Tuberkulose und Denguefieber;
- Unter der Leitung des Chefe de Suco Sensibilisierung der Mitglieder der Aldeia für die Bedeutung der Gesundheit von Müttern und Kindern und Mobilisierung zur Teilnahme an Impfkampagnen;
- Unter der Leitung des Chefe de Suco Sensibilisierung und Mobilisierung der Mitglieder der Aldeia, um häusliche Gewalt in der Gemeinschaft auszumerzen;
- Unter der Leitung des Chefe de Suco Sensibilisierung der Mitglieder der Aldeia für die Bedeutung der Schulbildung der Kinder und Mobilisierung der Mitglieder der Aldeia zur Verhinderung von Schulabbrüchen;
- Unter der Leitung des Chefe de Suco die Teilnahme der Mitglieder der Aldeia an den Solidaritäts- und Sozialschutzprogrammen des Staates und der Gemeinden bekannt machen und fördern;
- Unter der Leitung des Chef de Suco Sensibilisierung und Mobilisierung der die Mitglieder der Aldeia zu sensibilisieren und zu mobilisieren, damit sie gute Hygiene- und Lebensmittelzubereitungspraktiken anwenden;
- Unter der Leitung des Chefe de Suco die Mitglieder der Aldeia zur Teilnahme an staatsbürgerlichen Bildungsmaßnahmen, Wahlerziehung und an Wahlen und Volksabstimmungen mobilisieren;
- Unter Anleitung des Chefe de Suco Mobilisierung der Mitglieder der Aldeia zur Teilnahme an Sportveranstaltungen und Sportturnieren;
- Unterstützung des Chefe de Suco bei der Registrierung der Mitglieder der Aldeia, insbesondere durch Ausfüllen des „Familienformulars“;
- Unter Anleitung des Chefe de Suco Sensibilisierung und Mobilisierung der Mitglieder der Aldeia zur Erfüllung ihrer steuerlichen Pflichten;
- Unter der Leitung des Chefe de Suco Sensibilisierung und Mobilisierung der Mitglieder der Aldeia für die Bedeutung der Aufrechterhaltung von Hygiene, Gesundheit und Qualität der öffentlichen Räume;
- Zusammenarbeit mit dem Chefe de Suco bei der Durchführung von Landwirtschafts- und Viehbestandszählungen in der Aldeia;
- Ausführung aller anderen Aufgaben, die durch das Gesetz, die Vorschriften oder durch den Suco-Rat oder den Chefe de Suco bestimmt werden.[2]

Die Handlungen des Chefe de Aldeia sind für den Staat oder die Gemeinde nicht bindend. Er darf keine Handlungen vornehmen, die dazu bestimmt sind, bewegliches oder unbewegliches Eigentum des Staates oder der Gemeinde zu belasten.
Einer der Chefes de Aldeia wird als Vertreter bestimmt, sollte der Chefe de Suco mehr als 30 Tage nicht anwesend sein. Sollte der Chefe de Suco vorzeitig aus dem Amt scheiden, zum Beispiel durch Tod oder Krankheit, muss der älteste Chefe de Aldeia fristgerecht den Suco-Rat einberufen. Der älteste Chefe de Aldeia, der bei dieser Sitzung anwesend ist, wird zum neuen Chefe de Suco.